# Hagby distrikt, Uppland
Hagby distrikt är ett distrikt i Uppsala kommun och Uppsala län. 
Distriktet ligger sydväst om Uppsala. 

## Tidigare administrativ tillhörighet
Distriktet inrättades 2016 och utgörs av en del av det området som Uppsala stad omfattade före 1971, delen som före 1967 utgjorde Hagby socken.
Området motsvarar den omfattning Hagby församling hade vid årsskiftet 1999/2000.